# Purkyňova vlákna

Šíření elektrického vzruchu převodním systémem. Terminální fázi zajišťují Purkyňova vlákna.

Purkyňova vlákna (lat. rami subendocardiales) se nacházejí v srdečním svalu, konkrétně v komorách, jakožto poslední výběžky převodního systému srdečního.

## Popis
Z celého převodního systému byla tato vlákna objevena jako první Janem E. Purkyně, protože je lze na srdcích větších savců vidět ve formě světlé linky pod endokardem (vnitřní stěnou srdeční). Vlákna jsou složená ze svalových buněk (myocytů), která jsou typická pro Purkyňova vlákna. Často mají kontakt s pracovním myokardem. U člověka jsou vlákna tlustá, průhledná a mají málo myofibril, zatímco například u myší jsou tenká, zato dlouhá ve směru od apexu k bázi. U kopytnatců se nacházejí intramurálně (procházejí do stěny komory), zatímco u myší a člověka pouze subendokardiálně (pod endokardem). Síť není stromovitá, ale vlákna se mohou i spojovat.
Originální autorův popis zněl takto: „Šňůrky příšedé, polouprůhledné, až na brdéčkovité svaly vystupující, ano i po trámcích přes záhyby přestupující. I ustanovil jsem se podle pohledu vnějšího co způsob svalový je považovati.“
Purkyňova vlákna jsou součástí převodního systému srdečního, který určuje srdeční činnost, tj. systolu a diastolu. Díky danému směru Purkyňových vláken se kontrakce šíří od hrotu srdce k bázi srdeční (místo, kde vstupují a vystupují cévy ze srdce), a to má za následek pumpování krve do aorty (srdečnice) a do truncus pulmonalis (kmenu plicnice), což způsobuje vyprázdnění (ejekci) levé i pravé komory srdeční. Důležitá je také vysoká rychlost jejich vedení, která zajišťuje synchronizace nejen komor vůči sobě, ale také v rámci komory.

## Spoje s pracovním myokardem u myši v levé komoře
Spoje Purkyňových vláken s pracovním myokardem se nacházejí zejména ve dvou hlavních místech. Nejvíce se jich nachází u apexu (hrotu) a další zvýšené množství je zhruba v polovině levé komory. Spoje jsou zajištěny pomoci spojení typu gap junction, obsahujícím protein Cx43 (connexin 43 - na ang. Wikipedii). To zajišťuje synchronní aktivaci levé komory.